# XXXIV secolo a.C.
Il XXXIV secolo a.C. (trentaquattresimo secolo avanti Cristo) è il secolo che inizia nell'anno 3400 a.C. e termina nell'anno 3301 a.C. incluso.

## Eventi
- c. 3400 a.C.
  - Mesopotamia: Periodo di Uruk I o Protoliterate A (fino al 3200 a.C. c.a.)
  - Palestina: Fondazione della città di Hebron, secondo riscontri archeologici.

## Innovazioni, scoperte, opere
- Valle dell'Indo: Probabili scritture pittografiche